# Ласгуш Порадеці
Ласгуш Порадеці (алб. Lasgush Poradeci, справжнє ім'я Ллазар Сотір Гушо; 27 грудня 1899, Поградец — 12 листопада 1987, Поградец) — албанський поет і перекладач арумунського походження.

## Біографія
Він відвідував румуномовну школу в Бітолі. У 1916–1919 роки він вчився у франкомовній школі в Афінах. У 1919 році захворів і з фінансовою підтримкою з Софії Шліман зміг лікуватися в одному з грецьких курортів.
У 1924 році завдяки гранту від албанського уряду, Порадеці закінчив Академію мистецтв в Бухаресті, а також проводив філологічні дослідження в Університеті Граца. За цей час він відвідував лекції Норберта Йокля. У травні 1933 захистив кандидатську дисертацію на тему творчості Міхая Емінеску. Він повернувся до Албанії у 1934 році, де працював у середній школі учителем малювання в Тирані. За цей час він опублікував свою першу книгу віршів. Під владою Енвера Ходжі були заборонені його видавничі роботи. Щоб заробити на життя, він працював у видавництві Наїма Фрашері як перекладач, також займався науковою роботою.
Перекладав «Євгеній Онєгін», твори Лермонтова, Блока, Маяковського і Брехта на албанську мову. Він співпрацював з Чевчепем Камбо при перекладі робіт Адама Міцкевича на албанську. У 1974 році він закінчив кар'єру. Помер у злиднях в своєму будинку в Поградеці.
Був одружений (дружина Нефія померла у 1983 році), мав дві доньки.
У 1999 році він був посмертно нагороджений орденом Nderi i Kombit (Честь нації). 27 грудня 2006 у центрі Поградеца був йому був зведений пам'ятник.